# جيلدا كازانوفا
جيلدا كازانوفا هي منافسة ألعاب القوى كوبية، ولدت في 19 ديسمبر 1995.

## وصلات خارجية
- جيلدا كازانوفا على موقع الاتحاد الدولي لألعاب القوى (الإنجليزية)
- جيلدا كازانوفا على موقع أوليمبيديا (الإنجليزية)